# Baradostien
La Baradostien est une culture et industrie lithique du Paléolithique supérieur de type aurignacien ayant couvert les régions du Zagros occidental et central, à cheval entre l'Iran et l'Irak actuels. Dans son aire géographique, le Baradostien succède au Moustérien (Paléolithique moyen) vers 38/32 000 avant le présent au plus tôt, et est remplacé par le Zarzien (épipaléolithique) vers 18/17 000 avant le présent.
Cette période a d'abord été identifiée par Dorothy Garrod dans les années 1930 comme un type d'Aurignacien local, avant que Ralph Stefan Solecki ne lui attribue le nom de Baradostien en 1958. Plus récemment il a été proposé d'y voir un « Aurignacien du Zagros », faisant partie du vaste complexe aurignacien qui s'étend du Portugal jusqu'à l'Afghanistan.
Les sites principaux représentant cette période sont Shanidar (niveau C) et Zarzi en Irak, Warwasi, Ghar-i Khar, Gar Arjeneh et Yafteh en Iran.